# 昭文太后
昭文太后（?—?）朴氏，又称繼烏夫人（계오부인），新羅第38代君主元圣王的母亲。
繼烏夫人是昌近伊已之女，嫁给一吉湌金孝讓，生子金敬信。785年（宣德王六年、唐德宗贞元元年），宣德王死后无子，上大等金敬信即位，是为元圣王。二月，追封高祖大阿湌金法宣爲玄聖大王，曾祖伊湌金義寬爲神英大王，祖父伊湌金魏文爲興平大王，父亲金孝讓爲明德大王，母朴氏爲昭文太后，立子金仁謙爲王太子。